# Dvě tváře lásky
Dvě tváře lásky (španělsky La usurpadora) je mexická telenovela produkovaná společností Televisa a vysílaná na stanici Las Estrellas v roce 1998. V hlavních rolích hráli Gabriela Spanic, Fernando Colunga, Libertad Lamarque a Chantal Andere.

## Obsazení
| Gabriela Spanic   | Paulina Martínez / Paola Montaner de Bracho |
| Fernando Colunga  | Carlos Daniel Bracho                        |
| Libertad Lamarque | Abuela Piedad Vda. de Bracho                |
| Chantal Andere    | Estefanía Bracho de Montero                 |